# Landkreis Debica
Powiat Debica (niem. Landkreis Debica, Kreishauptmannschaft Debica, pol. powiat dębicki) – jednostka administracyjna samorządu terytorialnego dystryktu krakowskiego w Generalnym Gubernatorstwie. Funkcjonował od 3 grudnia 1939 do stycznia 1945. Siedzibą władz powiatu oraz starostwa była Debica (Dębica).
Powiat miał bardzo wydłużony, lekko wygięty kształt, ciągnąc się od Zwiernika na południu po Wrzawy u ujścia Sanu do Wisły na północy, na długości ponad 125 km. Jego północno-zachodnia granica biegła wzdłuż Wisły. Najdalej na wschód wysuniętym miastem był Rozwadów.

## Historia
Po wybuchu II wojny światowej obszary na zachód od Linii Mołotowa znalazły się pod okupacją niemiecką, w związku z czym rejon Dębicy wszedł w całości w skład Generalnego Gubernatorstwa. 3 grudnia 1939 Niemcy utworzyli Landkreis Debica w dystrykcie krakowskim. Powiat objął w całosci przedwojenne powiaty powiat dębicki i mielecki z województwa lwowskiego oraz lewobrzeżną (względem Sanu) część powiatu tarnobrzeskiego z województwa krakowskiego (oprócz gminy Radomyśl nad Sanem i wschodniej połowy gminy Charzewice, które weszły w skład Landkreis Janow-Lubelski w dystrykcie lubelskim).  W Mielcu i Tarnobrzegu znajdowały się ekspozytury (Landkomisariat) podległe staroście (Kreishauptmann) w Dębicy.
W 1943 roku zmieniła się znacznie wschodnia granica Landkreis Debica z powiatami Reichshof i Jaroslau, a także skład wewnętrzny Landkreis Debica, na skutek utworzenie na jego obszarze dwóch jednostek wojskowych: Heeresgutsbezirk Truppenübungsplatz Süd Dęba i SS-Gutsbezirk Truppenübungsplatz Heidelager.
- w skład Heeresgutsbezirk Truppenübungsplatz Süd Dęba w Landkreis Debica weszło w całości 18 gromad (które zniesiono) oraz części 31 innych gromad:
  - w całości (gromady zniesiono w oryginalych gminach):
    - z gminy Baranów – gromadę Durdy,
    - z gminy Chmielów – gromady Alfredówka, Dęba, Rozalin i Tarnowska Wola,
    - z gminy Grębów – gromadę Krawce[7],
    - z gminy Reichsheim – gromady Hyki-Dębiaki, Reichsheim, Szydłowiec i Wola Chorzelowska,
    - ze zniesionej gminy Cmolas w Landkreis Reichshof – gromady Cmolas, Hadykówka, Jagodnik, Ostrowy Baranowskie, Ostrowy Tuszowskie, Poręby Dymarskie i  Trzęsówka,
    - ze zniesionej gminy Dzikowiec w Landkreis Reichshof – gromadę Kopcie[8],
    - ze zniesionej gminy Kolbuszowa Dolna w Landkreis Reichshof – gromady Kosowy[9], Nowa Wieś[9], Przyłęk[9], Siedlanka[9], Świerczów[9] i Toporów,
    - ze zniesionej gminy Majdan w Landkreis Reichshof – gromady Brzostowa Góra, Huta Komorowska, Komorów, Krzątka[10], Majdan Królewski, Rusinów Stary[11] i Wola Rusinowska;

  - częściowo (gromady zachowano w oryginalych gminach):
    - z gminy Baranów – części gromad Dąbrowica i Knapy,
    - z gminy Chmielów – część gromady Jadachy,
    - z gminy Grębów – część gromady Grębów[12],
    - z gminy Mielec – części gromad Cyranka[9], Rzochów[9] i Wojsław,
    - z gminy Padew Narodowa – część gromady Babule,
    - z gminy Przecław – części gromad Przecław i Rzemień,
    - z gminy Reichsheim – części gromad Chorzelów, Czajkowa, Grochowe i Trześń[9],
    - z gminy Tarnobrzeg – część gromady Stale,
    - ze zniesionej gminy Cmolas w Landkreis Reichshof – część gromady Zarębki,
    - ze zniesionej gminy Dzikowiec w Landkreis Reichshof – część gromady Dzikowiec,
    - ze zniesionej gminy Kolbuszowa Dolna w Landkreis Reichshof – część gromady Kolbuszowa Dolna[13].

- w skład SS-Gutsbezirk Truppenübungsplatz Heidelager w Landkreis Debica weszło w całości 16 gromad (które zniesiono) oraz części 22 innych gromad:
  - w całości (gromady zniesiono w oryginalych gminach):
    - z gminy Borek Wielki – gromady Boreczek, Kamionka,  Ocieka, Ruda i Żdżary,
    - z gminy Przecław – gromady Biały Bór, Blizna i Dobrynin,
    - z gminy Sędziszów – gromada Cierpisz ,
    - ze zniesionej gminy Kolbuszowa Dolna w Landkreis Reichshof – gromady Hucisko, Kosowy[9], Niwiska, Nowa Wieś[9], Przyłęk[9], Siedlanka[9] i Świerczów[9].

  - częściowo (gromady zachowano w oryginalych gminach):
    - z gminy Borek Wielki – części gromad Borek Mały, Borek Wielki, Kozodrza i Ostrów,
    - z gminy Mielec – części gromad Cyranka[9] i Rzochów[9],
    - z gminy Paszczyna – części gromad Brzeźnica, Paszczyna, Pustków i Skrzyszów,
    - z gminy Przecław – części gromad Rzemień[9] i Tuszyma,
    - z gminy Reichsheim – część gromady Trześń[9],
    - z gminy Sędziszów – części gromad Czarna Sędziszowska, Kawęczyn Sędziszowski, Krzywa, Wolica Ługowa i Wolica Piaskowa,
    - ze zniesionej gminy Kolbuszowa Dolna w Landkreis Reichshof – część gromady Kolbuszowa Dolna[13],
    - ze zniesionej gminy Kolbuszowa Górna w Landkreis Reichshof – części gromad Domatków[14], Kolbuszowa Górna[14] i Przedbórz[14];

- w  związku z utworzeniem w sąsiednim Landkreis Jaroslau gminy Górno (największej pod względem powierzchni jednostki w dystrykcie krakowskim) dla potrzeb administracji poligonu sił powietrznych Luftwaffe i jej zaplecza, fragmenty Landkreis Debica zmieniły powiat i przynależność gminną. Do gminy Górno z Landkreis Debica włączono:
  - z gminy Grębów – gromadę Jamnica,  część gromady Grębów (utworzono z niej gromadę Zapolednik) oraz część zniesionej gromady Krawce (utworzono z niej gromadę Sulichów),
  - niezamieszkaną południowo-zachodnią część gminy Charzewice na zachód od Rozwadowa.

23 sierpnia 1944 do Dębicy wkroczyły wojska radzieckie, lecz cały powiat został wyzwolony spod okupacji niemieckiej dopiero w wyniku ofensywy styczniowej w 1945 roku.